# Pucciniomycotina
Pucciniomycotina, poddivizija gljiva u diviziji Basidiomycota. I me je došlo po rodu Puccinia.

## Razredi
1. classis Agaricostilbomycetes R. Bauer, Begerow, J.P. Samp., M. Weiss & Oberw.
2. classis Atractiellomycetes R. Bauer, Begerow, J.P. Samp., M. Weiss & Oberw.
3. classis Classiculomycetes R. Bauer, Begerow, J.P. Samp., M. Weiss & Oberw.
4. classis Cryptomycocolacomycetes R. Bauer, Begerow, J.P. Samp., M. Weiss & Oberw.
5. classis Cystobasidiomycetes R. Bauer, Begerow, J.P. Samp., M. Weiss & Oberw.
6. classis Microbotryomycetes R. Bauer, Begerow, J. P. Samp., M. Weiss & Oberw.
7. classis Mixiomycetes R. Bauer, Begerow, J.P. Samp., M. Weiss & Oberw.
8. classis Pucciniomycetes R. Bauer, Begerow, J. P. Samp., M. Weiss & Oberw.
9. classis Tritirachiomycetes Aime & Schell

1. genus Paratritirachium Beguin, Pyck & Detandt